# Playing the Ponies
Playing the Ponies é um curta-metragem estadunidense de 1937, do gênero comédia, dirigido por Charles Lamont.[carece de fontes?]
É o 26º de um total de 190 filmes da série com os Três Patetas produzida pela Columbia Pictures entre 1934 e 1959.[carece de fontes?]

## Enredo
Os Três Patetas são proprietários de um restaurante à beira da falência. Dois fregueses trapaceiros (interpretados por Nick Copeland e Lew Davis), querem se livrar de um cavalo (Thunderbolt, chamado de "Furacão" pela dublagem brasileira) que não ganha corridas e oferecem o animal em troca do restaurante. Larry havia lido no jornal que um cavalo chamado Mad Cap ganhara uma corrida com prêmio de dez mil dólares e isso convence os Patetas a fecharem o negócio. Antes de deixarem o local, os Patetas tentam levar algumas coisas escondidas mas são descobertos. Apenas Curly apanha por engano grãos de pimenta achando que eram amendoins e os coloca no bolso. Quando chegam às coxias, os Patetas logo percebem que o cavalo não irá correr bem. Porém, ao comer a pimenta de Curly, o animal sai em disparada em busca de água e o trio percebe que poderá usar esse truque para ganhar a corrida.
No dia da competição, Larry é o jóquei enquanto Moe e Curly são o técnico e o tratador do cavalo. Quando é dado o sinal de partida, Thunderbolt corre em sentido contrário aos demais. Avisado pelos companheiros, Larry para o cavalo e Curly imediatamente dá pimenta para o animal comer. Thunderbolt se recupera e começa a ultrapassar vários competidores mas para quando encontra água ao lado da pista. Moe então pega uma motocicleta enquanto Curly amarra o balde d'água numa vara e com isso conseguem fazer com que o cavalo retome à corrida e a vença. Na cena final, os Três Patetas jantam num restaurante de luxo, tendo como companhia à mesa, Thunderbolt, que come um grande prato de amendoins.

## Produção
O título do filme Playing the Ponies é um eufemismo em inglês para "Apostas em corridas de cavalos".
Playing the Ponies foi filmado de 12 a 19 de maio de 1937.